# 陰維脈
陰維脈（いんいみゃく）は経絡の一つ。諸陰の交に起こる。足の少陰の築賓穴に発する。陰維の郄穴と為す。内果の上5寸、腨肉分中にあり、上って股の内廉を循り、上行して小腹に入る。府舎穴で足の太陰、厥陰、少陰、陽明と会す。上って大横穴、腹哀穴で足の太陰と会し、脅肋を循って期門穴で、足の厥陰と会す。胸膈を貫き咽に上り、天突穴、廉泉穴で任脈と会し、上って頂前に至って終わる。
築賓→衝門→府舎→大横→腹哀→期門→天突→廉泉
宗穴-内関　郄穴-築賓